# Gruppen Frihet och direktdemokrati i Europa
Denna artikel behandlar den historiska partigruppen och alla dess föregångare.
Gruppen Frihet och direktdemokrati i Europa (engelska: Europe of Freedom and Direct Democracy Group, EFDD-gruppen) var en partigrupp i Europaparlamentet bestående av ledamöter från euroskeptiska och nationalkonservativa partier. Gruppen utgjordes till största delen av ledamöter tillhörandes Rörelsen för frihetens och demokratins Europa (MELD). Den existerade mellan valet 2014 och valet 2019, men hade sina rötter i en partigrupp som bildades redan 1994. Gruppen var under större delen av sin existens en av de minsta partigrupperna i Europaparlamentet.
I gruppen ingick bland annat ledamöter från brittiska United Kingdom Independence Party, italienska Femstjärnerörelsen och litauiska Ordning och rättvisa. Under en tid ingick även bland annat svenska Sverigedemokraterna och tyska Alternativ för Tyskland, och dessförinnan danska Folkebevægelsen mod EU och svenska Junilistan. Gruppledare var Nigel Farage mellan 2004 och 2019.
Gruppen upplöstes den 2 juli 2019 då den inte längre uppfyllde kraven för att få vara en partigrupp. Av de ledamöter som inte hade förlorat sitt mandat i valet 2019 blev de flesta grupplösa.

## Historia

### Ursprungligt bildande och ombildningar
| Gruppnamn                                         | Period                        |
| ------------------------------------------------- | ----------------------------- |
| Gruppen Nationernas Europa                        | 19 juli 1994–10 november 1996 |
| Gruppen Oberoende för Nationernas Europa          | 20 december 1996–19 juli 1999 |
| Gruppen för demokratiernas och mångfaldens Europa | 20 juli 1999–19 juli 2004     |
| Gruppen Oberoende/Demokrati                       | 20 juli 2004–13 juli 2009     |
| Gruppen Frihet och demokrati i Europa             | 14 juli 2009–30 juni 2014     |
| Gruppen Frihet och direktdemokrati i Europa       | 1 juli 2014–1 juli 2019       |

EFDD-gruppen hade sina rötter i ”Gruppen Nationernas Europa”, som bildades efter valet 1994. Gruppen var den första renodlade euroskeptiska gruppen i Europaparlamentet med ledamöter från framför allt de danska partierna Junibevægelsen mod Union och Folkebevægelsen mod EU samt franska Rörelsen för Frankrike. Den 20 december 1996 ombildades gruppen till ”Gruppen Oberoende för Nationernas Europa”. Gruppen ombildades på nytt efter valet 1999 till ”Gruppen för demokratiernas och mångfaldens Europa”. I valet 2004 gick de euroskeptiska partierna kraftigt framåt, vilket innebar en utökning av gruppen. Ledamöter från nya partier såsom svenska Junilistan och brittiska United Kingdom Independence Party (UKIP) anslöt sig till gruppen.
Flera av de partier vars ledamöter tillhörde gruppen bildade det europeiska politiska partiet EUDemokraterna (EUD) den 8 november 2005.

### Valet 2009 och bildandet av EFD-gruppen
I valet 2009 mötte de euroskeptiska partierna både framgångar och motgångar. I Danmark och Sverige förlorade Junibevægelsen mod Union och Junilistan alla sina mandat. Samtidigt gick UKIP framåt i Storbritannien och blev näst största parti. Totalt sett fick de euroskeptiska partierna därmed nästan lika många mandat som i valet 2004.
De ledamöter som hade tillhört partier som var en del av EUDemokraterna förlorade sin representation i parlamentet vid valet 2009. För att uppfylla kraven för att skapa en euroskeptisk partigrupp började UKIP att samarbeta med nya politiska partier. Detta innebar bildandet av en ny partigrupp, ”Gruppen Frihet och demokrati i Europa”. Bland de nya ledamöterna återfanns ledamöter som tidigare hade suttit bland de grupplösa. Nigel Farage från brittiska UKIP och Francesco Speroni från italienska Lega Nord valdes till nya gruppledare. Den 17 augusti 2011 bildades ett nytt europeiskt politiskt parti, Rörelsen för frihetens och demokratins Europa (MELD), som alla ledamöter i EFD-gruppen – utom de som tillhörde UKIP – anslöt sig till.

### Valet 2014 och bildandet av EFDD-gruppen
| Val  | Historisk mandatfördelning |
| ---- | -------------------------- |
| 1994 | 19 av 567                  |
| 1999 | 16 av 626                  |
| 2004 | 37 av 732                  |
| 2009 | 32 av 736                  |
| 2014 | 48 av 751                  |

Efter valet 2014 förlorade flera av de politiska partierna som tillhörde MELD sina mandat i parlamentet. För att kunna fortsätta vara en partigrupp inledde UKIP och italienska Femstjärnerörelsen ett samarbete. Även ledamöter från andra partier, såsom Sverigedemokraterna, anslöt sig till gruppen, som den 24 juni 2014 ombildades till ”Gruppen Frihet och direktdemokrati i Europa”. Samtidigt valdes Nigel Farage och David Borrelli till gruppledare.
I oktober 2014 var EFDD-gruppen nära att upplösas till följd av att den lettiska ledamoten Iveta Grigule lämnade gruppen. Därmed uppfyllde gruppen inte längre kraven för att få vara en partigrupp. Ett par dagar senare stod det dock klart att gruppen hade lyckats få med en polsk ledamot från de grupplösa och på så sätt kunde gruppen fortsätta att existera.
I januari 2017 inledde Femstjärnerörelsen förhandlingar med Gruppen Alliansen liberaler och demokrater för Europa (ALDE-gruppen) om att istället ingå i ALDE-gruppen. Ett sådant byte av grupptillhörighet skulle ha minskat EFDD-gruppens storlek markant, men blockerades i slutändan av ALDE-gruppens egna ledamöter. I början av juli 2018 lämnade ledamöterna från Sverigedemokraterna gruppen för att istället ansluta sig till Gruppen Europeiska konservativa och reformister (ECR-gruppen).

### Valet 2019 och upplösandet av EFDD-gruppen
EFDD-gruppen förlorade kraftigt stöd i valet 2019, även om det nya Brexitpartiet, som i praktiken hade ersatt UKIP, nådde stor framgång. Gruppen hade efter valet problem med att samla ihop ledamöter från tillräckligt många medlemsstater för att kunna fortsätta existera. EFDD-gruppen upplöstes i samband med parlamentets öppnande den 2 juli 2019.